# فالديز (لاعب كرة قدم)
فالديز هو لاعب كرة قدم برازيلي في مركز الدفاع، ولد في 10 فبراير 1943 في اراراكوارا في البرازيل. لعب مع نادي فلومينينسي.

## وصلات خارجية
- فالديز على موقع الاتحاد الدولي (مؤرشف)  (الإنجليزية)
- فالديز على موقع أوليمبيديا (الإنجليزية)